# Баськов, Роман Николаевич
Роман Николаевич Баськов (1 апреля 1978, Волжский, Волгоградская область) — российский футболист, защитник и опорный полузащитник, тренер.

## Биография
Воспитанник футбольных секций города Волжский. Во взрослом футболе дебютировал в составе местного «Торпедо» в 1996 году в первом дивизионе. Провёл в родном клубе два сезона и покинул его после вылета команды из первого дивизиона по итогам сезона 1997 года.
Затем выступал во втором дивизионе за «Ротор» (Камышин), «Балаково», «Сибур-Химик» (Дзержинск), «Газовик» (Оренбург) и в первом дивизионе за «Ладу» (Димитровград) и «КАМАЗ» (Набережные Челны). Летом 2005 года перешёл в новотроицкую «Носту», с которой в том же году стал третьим призёром зонального турнира второго дивизиона, а в 2006 году — победителем турнира и в 2007 году выступал в первом дивизионе. Признан лучшим полузащитником зоны «Урал-Поволжье» в 2006 году. Затем выступал во втором дивизионе за «Ладу» (Тольятти) и «Волгу» (Ульяновск).
В конце карьеры снова выступал за клуб из Волжского, носивший теперь название «Энергия». Был капитаном команды. В сезоне 2011/12 был признан лучшим полузащитником клуба. Во второй половине 2013 года входил в тренерский штаб клуба в качестве ассистента Дмитрия Пискунова.
После окончания профессиональной карьеры некоторое время играл в любительском первенстве за камышинский «Текстильщик». Также выступал в соревнованиях ветеранов.
Всего за карьеру сыграл в первенствах России на профессиональном уровне 375 матчей и забил 40 голов, в том числе в первом дивизионе — 88 матчей и 8 голов, во втором — 287 матчей и 32 гола. В Кубках России провёл 19 матчей и забил 2 гола, участник матча 1/16 финала 2004 года против игравшего в высшей лиге раменского «Сатурна».

## Достижения
- Победитель второго дивизиона России: 2006 (зона «Урал-Поволжье»)
- Лучший полузащитник второго дивизиона России: 2006 (зона «Урал-Поволжье»)